# مترا، خیبر پختونخوا
مترا (به انگلیسی: Mathra) یک روستا در پاکستان است که در ناحیه پیشاور واقع شده‌است.